# Myzus ornatus
Myzus ornatus är en insektsart som beskrevs av Robert Malcolm Laing 1932. Myzus ornatus ingår i släktet Myzus och familjen långrörsbladlöss. Arten är reproducerande i Sverige. Inga underarter finns listade i Catalogue of Life.